# Ophiothamnus remotus
Ophiothamnus remotus är en ormstjärneart som beskrevs av George Richard Lyman 1878. Ophiothamnus remotus ingår i släktet Ophiothamnus och familjen knotterormstjärnor. Inga underarter finns listade i Catalogue of Life.